# Thomas Bælum
Thomas Bælum est un footballeur danois, né le 5 novembre 1978 à Aalborg au Danemark. Il évolue comme stoppeur.
Thomas s'engage en 2011 en amateur au Grauballe UGF, club de 3e division danoise.

## Palmarès
AaB Ålborg
- Champion du Danemark (1) : 1999